# Nicolau II de Constantinopla
Nicolau Crisoberges (em grego:  Νικόλαος ὁ Χρυσοβέργης), mais conhecido como Nicolau II de Constantinopla, foi patriarca de Constantinopla entre 984 e 996. O período de Nicolau também presenciou a cristianização da Rússia de Quieve, com a designação do primeiro bispo metropolitano para a Rússia, Miguel, o Sírio.

## Milagre do Arcanjo Gabriel
Em 980, durante o reinado do imperador bizantino Basílio II Bulgaróctono, acredita-se que Arcanjo Gabriel teria aparecido na forma de um monge para o discípulo de um outro monge no Mosteiro do Pantocrator em Monte Atos. O monge relatou que Gabriel cantar um novo verso para o hino das matinais, preservado até hoje numa placa de ardósia no mosteiro. Nicolau recebeu a relíquia na catedral de Santa Sofia. E o verso, chamado Axion Estin, ainda é cantado nos serviços litúrgicos ortodoxos.